# Ract!festival
Das Ract!festival (kurz auch Ract!) ist ein seit 2006 jährlich stattfindendes Open-Air-Festival in Tübingen. Mit zwischen 15.000 und 25.000 Besuchern gilt das Ract! als deutschlandweit größtes politisches Umsonst-und-draußen-Festival.

## Geschichte
2005 organisierten engagierte Jugendliche zum Erhalt des ehemaligen Depot-Areals das act!-Festival, dem anfangs noch das „R“ im Namen fehlte. Im Folgejahr entstand durch den Zusammenschluss mit dem Räte Open Air, seit 1999 durch die Fachschaftsvollversammlung der Uni Tübingen im Alten Botanischen Garten organisiert, das zweitägige Ract!festival. Jahrelang fand es im Park am Anlagensee statt, bevor der Neubau des benachbarten Busbahnhofs die Organisatoren 2022 dazu zwang, übergangsweise (wie 2010) auf den früheren Schiebeparkplatz umzuziehen. Seit 2023 ist das Ract! nun im Kastanienrondell-Park beheimatet.
Die Grundidee hat sich seit 2006 wenig verändert: Alle Interessierten müssen kommen können, Getränke sowie Verpflegung sollen bezahlbar sein und dem politischen Aspekt wird dieselbe Relevanz wie dem musikalischen Teil eingeräumt. Das Ract! wird durch einen Trägerverein veranstaltet, bestehend aus einem Kernteam von circa 20 gleichberechtigten Personen, die sich neben wöchentlichen Plenen in einzelnen Arbeitskreisen wie beispielsweise dem Musik-AK, Grafik-AK oder Infra(struktur)-AK organisieren. Dazu kommen jährlich rund 250 Ehrenamtliche, die sich beim Bauzaunstellen, den Ordner-Aufgaben oder beim Essensverkauf auf dem Festival engagieren.
Das Festival soll vermitteln: Demokratie lebt davon, dass man mitmischt. Finanziert wird das Festival in erster Linie durch den StudierendenRat der Uni Tübingen, den Kreisjugendring und die Stadt Tübingen.

## Bisherige Termine
- 2013: 14. und 15. Juni
- 2014: 6. und 7. Juni
- 2015: 5. und 6. Juni
- 2016: 3. und 4. Juni
- 2017: 2. und 3. Juni
- 2018: 8. und 9. Juni
- 2019: 7. und 8. Juni
- 2020 & 2021: Aufgrund der Corona-Pandemie entfallen
- 2022: 17. und 18. Juni
- 2023: 26. und 27. Mai
- 2024: 7. und 8. Juni
- 2025: 6. und 7. Juni
- 2026: 12. bis 13. Juni

## Politisches Programm
Das Ract! ist nach eigenen Angaben das größte politische Umsonst-und-draußen-Festival in Deutschland. Das kostenlose und unkommerzielle Festival bietet Jugendlichen mit Eigeninitiative die Möglichkeit durch „Learning by Doing“ politische Partizipation zu erleben. Das Ract! soll vermitteln, dass Spaß und politischer Inhalt keine Gegensätze sind, sondern zusammen gehören. Die Besucher des Festivals sollen keine passiven Konsumenten von Informationen bleiben. Sie sollen auf dem Festival Politik und Kultur leben und erleben, ihre eigenen Ideen verwirklichen. Die politische Bildung wird in Form von Debatten, Workshops, Vorträgen, Kurzfilmen etc. innerhalb eines kulturellen Rahmenprogramms mit Live-Bands, DJs, Theater und Tanz angeboten. Bei der Gestaltung des Programms ist eine enge Zusammenarbeit und Integration von sozialen und politischen Projekten, Jugendinitiativen und Stiftungen mit ähnlichen Interessen vorgesehen. Aber auch Parteien, Gewerkschaften, Bürgerbewegungen und Vereine können sich auf dem Politikfestival präsentieren. Das Festival ist so konzipiert, dass alle jungen Leute, die dazu Lust haben, aktiv mitgestalten und mit ihren Fähigkeiten zum Gelingen des Ganzen beitragen können.

## Musikalisches Programm
Das musikalische Programm auf meist mehreren Bühnen umfasst eine Bandbreite von Singer-Songwriter über Punk, Hip-Hop, Ska bis hin zu Techno. Neben vielen lokalen Tübinger Bands sind jedes Jahr auch Größen der deutschen Musikszene bei freiem Eintritt als Headliner auf dem Ract! zu sehen.

### Headliner (Auszüge)
- 2007: Thees Uhlmann, Olli Schulz
- 2008: Kleingeldprinzessin (Dota Kehr)
- 2009: Rainer von Vielen, Casper, Maeckes & Plan B
- 2012: Rockstah, Ahzumjot
- 2013: Rainer von Vielen, Schmutzki
- 2014: Ivan Ivanovich, Björn Peng, Roger Rekless
- 2015: Egotronic, Normahl
- 2017: Waving The Guns, Fahnenflucht, Wilde Zeiten
- 2018: Juse Ju, Haszcara, Rantanplan
- 2019: Kafvka, Steiner & Madlaina, Finna, ok.danke.tschüss, Alarmsignal
- 2022: Normahl, Antifuchs, Rantanplan, Treptow
- 2023: Waving The Guns, Jamaram, Petrol Girls, Mal Élevé, Pabst
- 2024: Akne Kid Joe, ok.danke.tschüss, Delilah Bon, Pöbel MC
- 2025: Schmutzki, Jolle, HeXer[1]